# 下郊
下郊，又稱為廈郊。下郊於臺灣，是指臺灣清治時期，居於臺北艋舺地區之泉州府同安縣（今廈門市和金門縣）移民的商會。

## 簡介
由明鄭時期至清治時期初年，臺南乃臺灣的首府，開發較盛，直到1709年，陳賴章墾號得以開墾大加臘之後，新至的福建移民多將未開墾的臺北盆地，當成首要開發目標。
清朝18世紀中的乾隆、嘉慶之後，大量泉州漢族移民跨海沿著淡水河靠岸定居臺北艋舺，並與當地平埔原住民通婚後人口大增，艋舺因而大為興盛，於是產生了「一府二鹿三艋舺」的說法。其中，移民於艋舺八甲庄（今老松國小）的泉州同安商人因為以廈門交易為主，因此所設立的商業公會，亦稱為廈郊，後來轉音為下郊。
下郊商會因爭奪碼頭的利益，與泉州三邑人組成的頂郊商會產生衝突，1853年三邑（晉江、南安、惠安）移民，由艋舺龍山寺發兵，越過沼澤，燒毀安溪移民的信仰中心清水祖師廟，偷襲下郊的泉州府同安人，史稱頂下郊拚。
艋舺的同安商人們敗逃往北方的大龍峒，但不受當地同安移民接納，只好再轉到大稻埕，沿著淡水河建起毗鄰店屋，形成街市，重建霞海城隍廟，利用淡水河來從事對渡貿易，形成以同安人為主的河港聚落區。
在頂下郊拚後，艋舺的下郊就此消失。

## 備註
1. ↑  臺灣閩南語常用詞辭典